# The Wraith (film)
The Wraith is een Amerikaanse film uit 1986, geschreven en geregisseerd door Mike Marvin. De hoofdrollen worden vertolkt door Charlie Sheen, Nick Cassavetes, Sherilyn Fenn en Randy Quaid.

## Verhaal
Een bende straatracers, geleid door een zekere Packard Walsh, vindt het leuk om ongelukkige jongens met dure auto's te lokken om mee te doen aan ondergrondse races. Om dit te doen, minacht de bende het niet om hun meisjes te bedreigen. Het uiteindelijke doel is om de ongelukkigen te laten verliezen (zelfs onterecht) om hun auto's te winnen, die zullen worden ontmanteld en doorverkocht om te profiteren van de verkoop van raceauto's of onderdelen ervan. De arrogantie, de arrogantie en vooral het geweld van Packard zorgen ervoor dat de hele stad hem vreest, waardoor hij zijn pesterige houding kan handhaven in een atmosfeer van wezenlijke stilte.
Zonder echte aanklacht kan Sheriff Loomis zich alleen beperken tot het in de gaten houden van de straten en betasten, met de weinige middelen die voorhanden zijn, om de clandestiene races een halt toe te roepen. Maar op een dag arriveert een mysterieuze piloot in de stad aan boord van een krachtige en zeer snelle zwarte custom-built auto en vanaf dat moment zal het verleden van de bende langzaam boven water komen en zich tegen zijn eigen leden keren. In feite zullen de handlangers van de bende allemaal omkomen, de een na de ander, bij ongevallen veroorzaakt door deze mysterieuze en bekwame coureur in de verschillende races.
Hij zal uiteindelijk wraak nemen en zijn ware geheim onthullen in de finale van de film. In feite is hij niets meer dan een replica van een jongen die jaren eerder door de bende is vermoord, weer tot leven is gewekt om zijn vriendin terug te krijgen, ondertussen tevergeefs het hof gemaakt door zijn moordenaar Packard Walsh.

## Rolverdeling
| Acteur          | Personage               |
| --------------- | ----------------------- |
| Charlie Sheen   | Jake Kesey / The Wraith |
| Nick Cassavetes | Packard Walsh           |
| Sherilyn Fenn   | Keri Johnson            |
| Randy Quaid     | Sheriff Loomis          |
| Matthew Barry   | Billy Hankins           |
| David Sherrill  | Skank                   |
| Jamie Bozian    | Gutterboy               |
| Clint Howard    | Rughead                 |
| Griffin O'Neal  | Oggie                   |
| Chris Nash      | Minty                   |

## Productie
The Wraith is opgedragen aan de nagedachtenis van Bruce Ingram, een cameraman die stierf tijdens het filmen van een van de achtervolgingen; een ander bemanningslid raakte ernstig gewond. Volgens aanvullend materiaal op de dvd is de camerawagen tijdens het rijden met hoge snelheid overbelast en omgevallen.

### Opnamelocaties
The Wraith werd volledig opgenomen in en rond Tucson, Arizona; shots van de heuvelachtige weg die leidt naar de fictieve "Brooks, AZ" werden gefilmd op Freeman Road aan de zuidkant van de stad. Keri's (Sherilyn Fenn) huis bevindt zich op 2128 East 5th Street; echter, "Big Kay's Burgers" was een set speciaal gebouwd voor de film op 2755 East Benson Highway en het bestaat niet meer.
Sheriff Loomis gaat met Skank en Gutterboy praten op de Davis-Monthan Air Force Base, op het vliegtuigkerkhof waar ze allebei werken. Het zwemgat van de film bevindt zich in Sabino Canyon, bij North Upper Sabino Canyon Road. De bochtige bergweg waar Packard en zijn bende andere auto's uitdagen voor dodelijke races is de General Hitchcock/Catalina/Mount Lemmon Highway die door natuurstenen monolieten ten noorden van de stad slingert. Skank en Gutterboy achtervolgen Jamie en Keri op North 4th Avenue bij East 7th Street. Het gedeelte van de achtervolging dat naar een tunnel leidt, is de sindsdien vernieuwde tunnel op North 4th Avenue, waar deze onder spoorrails door kruist; Jake en Keri rijden over de weg door Sabino Canyon Recreation Area (nabij Sabino Lake Dam) ten noordoosten van Tucson.

### Turbo Interceptor
De Dodge M4S Turbo Interceptor die in de film wordt gebruikt, was oorspronkelijk een pace car gebouwd door Chrysler Corporation en PPG Industries. Er werden zes kopieën gemaakt voor gebruik in de film: twee stuntauto's gemaakt van mallen van de originele auto en vier niet-bestuurbare "dummies" die tijdens het filmen werden vernietigd. Tijdens de productie werd de echte Dodge Turbo Interceptor gebruikt in close-ups. Dat origineel bevond zich tot 2016 in het Walter P. Chrysler Museum in Auburn Hills, Michigan toen het museum permanent werd gesloten.

## Ontvangst
Op Rotten Tomatoes heeft The Wraith een waarde van 36% en een gemiddelde score van 4,00/10, gebaseerd op 14 recensies. Op Metacritic heeft de film een gemiddelde score van 39/100, gebaseerd op 10 recensies.